# Авијатичар (филм)
Авијатичар (енгл. The Aviator) је филмска драма из 2004. године, коју је режирао Мартин Скорсезе. Филм је заснован на књизи Howard Hughes: The Secret Life коју је написао Чарлс Хајм.

## Радња
Биографски филм описује ране делове каријере контраверзног милионера, режисера и заљубљеника у летење, Хауарда Хјуза.
Отац му је био тексашки проналазач, који је изумео модерну бушилицу за нафту. Умро је када је Хауард имао 18 година.
Убрзо после смрти оца, Хјуз одлази у Холивуд и постаје филмски продуцент и режисер.
Лансирао је заносну плавушу Џин Харлоу, режирао филмске класике, пројектовао је многобројне типове авиона (којима је и сам пилотирао) и излазио је са најлепшим женама свог времена (Кетрин Хепберн, Ава Гарднер). Упркос великој слави и публицитету, мало је људи који се могу похвалити да су заиста познавали Хјуза.
Леонардо Дикаприо глуми Хауарда Хјуза који у раној младости одлучује наслеђено богатство уложити у снимање филма Анђели пакла, о Првом светском рату. Хјуз је био продуцент свог филма, извео све вратоломије и дизајнирао посебну летелицу за потребе тог филма, уништио више опреме но иједан филм тог времена – и ушао у свет славних.
После оснивања успешне авио компаније, Хјуз је поставио и неколико рекорда у брзини, а његов сан био је да изгради највећи авион свих времена, летелицу по имену Херкулес. Био је познат по свом богатству, неустрашивој брилијантности, романтичним излетима и духовној потрази за будућношћу. Филм истражује свет постигнућа, али и емоционални живот Хауарда Хјуза, укључујући љубавне афере с две холивудске диве – елегантном Кетрин Хепберн и заслепљујућом лепотицом Авом Гарднер, као и Хјузовим ватреним конкурентом Хуаном, дугогодишњом десном руком Ное Дитриха, јавним окршајима са сенатором Овеном и катастрофалном паду авиона и фобијама ради којих се на крају повукао из света.

## Улоге
| Глумац            | Улога                 |
| ----------------- | --------------------- |
| Леонардо Дикаприо | Хауард Хјуз           |
| Кејт Бланчет      | Катрин Хепберн        |
| Кејт Бекинсејл    | Ава Гарднер           |
| Џон К. Рајли      | Ноа Дитрик            |
| Алек Болдвин      | Хуан Трип             |
| Алан Олда         | сенатор Овен Брустер  |
| Ијан Холм         | професор Фриц         |
| Дени Хјустон      | Џек Фрај              |
| Гвен Стефани      | Џин Харлоу            |
| Џуд Ло            | Ерол Флин             |
| Адам Скот         | Џони Мајер            |
| Мет Рос           | Глен „Оди“ Одекерк    |
| Кели Гарнер       | Фејт Домерг           |
| Френсис Конрој    | Кетрин Хојтон Хепберн |
| Брент Спајнер     | Роберт Е. Грос        |
| Стенли Десантис   | Луј Б. Мајер          |
| Едвард Херман     | Џозеф И. Брин         |
| Вилем Дафо        | Роланд Свит           |